# 陳柏侯
陳柏侯（1868年11月27日—1924年），字長蔭，號伯謙，福建福州府閩縣人，清朝至中華民國政治人物。

## 生平
光緒十五年（1889年）己丑恩科福建鄉試舉人，光緒二十四年（1898年）戊戌科中式進士，以知縣用，曾歷任廣東始興縣知縣、新會縣知縣，任內恰值梁啟超逃亡，不與其家人為難，暗中保護，署理南海縣知縣，光緒三十三年（1907年）在電白縣知縣任內被革職，宣統二年（1910年）開復原官，花翎陞用知府。入民國後曾任福建東路道道署內務科長。民國十三年（1924年）病逝。